# Schweiz i olympiska vinterspelen 2006
Schweiz OS-trupp vid Olympiska vinterspelen 2006

## Medaljer
|         | Guld | Silver | Brons | Total |
| ------- | ---- | ------ | ----- | ----- |
| SCHWEIZ | 5    | 4      | 5     | 14    |

### Guld
- Maya Pedersen-Bieri - Skeleton: Singel
- Daniela Meuli - Snowboard: Parallellstorslalom

### Silver
- Martina Schild - Alpin utförsåkning: Störtlopp
- Stéphane Lambiel - Konståkning: Soloåkning
- Mirjam Ott, Binia Beeli, Valeria Spälty, Michèle Moser, Manuela Kormann - Curling

### Brons
- Bruno Kernen - Alpin utförsåkning: Störtlopp
- Gregor Stähli - Skeleton: Individuellt
- Martin Annen & Beat Hefti - Bob: Dubbel
- Martin Annen, Thomas Lamparter, Beat Hefti & Cédric Grand - Bob: Fyrmans